# Johann Christoph Friedrich Schulz
Johann Christoph Friedrich Schulz (* 18. Mai 1747 in Wertheim; † 26. Januar 1806 in Gießen) war ein deutscher evangelischer Theologe.

## Leben
Seine Grundausbildung erhielt in der Schule seines Heimatortes. Ab 1765 besuchte er die Universität Göttingen, um ein Studium der theologischen Wissenschaften zu absolvieren. Nachdem er den akademischen Grad eines Magisters der philosophischen Wissenschaften erworben hatte, wurde er nach Beendigung seines Studiums theologischer Repetent und außerordentliches Mitglied des geschichtlichen Instituts. 1769 hielt er in Göttingen als Dozent Privatvorlesungen, wurde 1771 ordentlicher Professor der morgenländischen Sprachen und griechischen Literatur an der Universität Gießen. Zudem verdiente er sich in Gießen als englischer Sprachmeister ein weiteres Zubrot.
Schulz arbeitet an einer Übersetzung des Neuen Testaments. Obwohl er bereits 1770 die Übersetzung bis einschließlich des 2. Korintherbrief fertiggestellt hatte, und obwohl er 1775 einen zweiten Band seines Neuen Testaments ankündigte, erschien von seiner Übersetzung nicht mehr als der erste Band von 1774, der die Evangelien enthielt.
1773 wurde Schulz außerordentlicher Professor an der theologischen Fakultät, stieg 1783 in die ordentliche vierte theologische Professur auf und wurde 1786 dritter Theologieprofessor. Damit verbunden war er Superintendent der Diözese Alsfeld und erster Burgprediger. 1793 stieg er in die zweite theologische Professur auf und war damit Superintendent der Diözese Marburg. 1803 erhielt er den Titel eines Landgräflich-hessischen Kirchen- und Schulrates. Schulz war ein Experte auf dem Gebiet der biblischen und alttestamentlichen Literatur.

## Familie
Aus seiner Ehe mit der Tochter des Gießener Superintendenten Johann Hermann Benner (1699–1782) sind folgende Kinder bekannt:
- Hermann Christian Schulz (* 12. Juni 1772 in Gießen)
- Friedrich Theodor Elisa Schulz (* 7. November 1776 in Gießen; † 6. Juli 1809) er wurde am 1. Juni 1801 Dr. med, 1805 a.o. Prof. med. Gießen, 1808 o. Prof. u. Direktor der Entbindungsanstalt ebd.
- Christiane Sophie Wilhelmine Schulz (* 31. März 1774)

## Werke
- Psalmus XLIX varietate lectionis observationibusque philologicis illustratus. Pars I et II. Göttingen 1769–1771
- Proben morgenländischer Poesie. 1. St. Leipzig 1770
- Gedanken über das Studium der morgenländischen Sprachen, ein Programm. Göttingen 1770
- Geschichte des Osmanischen Reichs von seiner Stiftung an bis auf die gegenwärtigen Zeiten; nach dem Französischen des Herrn de la Croin mit Verbesserung herausgegeben. Frankfurt und Leipzig 1770–1771 3. Teile
- Neue Einleitung in das Studium und die Kenntniß des Neuen Testaments, aus dem Englischen des Herrn Harwood übersetzt, auch mit Anmerkungen, eigenen Abhandlungen und der Probe einer deutschen Übersetzung des neuern Testaments vermehrt. Halle 1770–1772 3. Teile
- Nachricht von seinem cursorischen Vorlesungen über das alte Testament. Göttingen 1771
- Bibliothek der griechischen Literatur, zum akademischen Gebrauch. Gießen 1772, Zusätze Gießen 1773, 2. Aufl. Gießen 1775
- Bibliothek der vorzüglichsten englischen Predigten. Gießen, Frankfurt und Leipzig 1772–1776 8 Teile
- D. Benj. Kennicott notae criticae in Psalmos XLII. XLIII. XLVIII, LXXXIX. ex anglico vertit et appendice auxit P.J. Bruns A.M. notulas adspersit et praefatus est J. C. F. Schulz. Leipzig 1772
- Die Psalmen, aus dem hebräischen übersetzt und mit Commentarien erläutert. 1. Teil Ps. 1-50. Leipzig 1772
- Nachricht von dem errichteten Predigerseminar auf der Universität Gießen. Gießen 1772
- Das Alte Testament, aus dem Hebräischen übersetzt. 1. Bd. Leipzig 1773
- Das Neue Testament, aus dem griechischen übersetzt. 1. Bd. Leipzig 1773
- Harwood's Abhandlung über den Socinianismus, aus dem Englischen übersetzt. Leipzig 1773
- Untersuchungen über die Bedeutung des Wortes Satan und Teufel in der Bibel, aus dem Englischen übersetzt mit einer Vorrede. Leipzig 1774
- Enfield's Predigten für Familien, aus dem Englischen übersetzt. Halle 1774
- Conjekturen über das neue Testament, zuerst gesammelt von William Bowyer, aus dem Englischender zweiten Ausgabe übersetzt und durchaus mit Zusätzen und Berichtigungen bereichert. Leipzig 1774 2. Teile
- Empfehlungen des Mitleidens gegen arme Kinder, eine Predigt von Sam. Palmen; aus dem Englischen übersetzt. Gießen 1774
- Progr. Recensionem duorum fragmentorum Veteris Testamenti hebraicorum manu enaratorum, quae in Bibliotheca academica Gissensi servantur, sistens. Pars I et II. Göttingen 1775–1776
- Allgemeine englische Bibliothek.Leipzig 1775 12 Stücke
- Georg England Untersuchung über die Sittenlehre der Alten, aus dem Englischen übersetzt. Halle 1775
- Richard Amner über Abendmahl, Sonntagsfeier und Taufe blos nach dem, was die heilige Schrift lehrt, aus dem Englischen übersetzt. Halle 1775
- Benjamin Blayney neuer Versuch über die Weissagung Daniel 9, 20-27; aus dem englischen übersetzt. Halle 1777
- Burn's und Enfield's Sammlung von Predigten, aus dem Englischen übersetzt. Halle 1777–1781  6. Bde.
- Lexicon et Commentarius sermonis, hebraici et chaldaici post Jo. Coccejum et Jo. Henr. Majum, longe quam antehac. correctius et emendatius editum. Tom. I et II Leipzig 1777, Ausg. 2. Leipzig 1793–1796
- James Harris Abhandlung über Kunst, Musik, Dichtkunst und Glückseligkeit, aus dem Englischen übersetzt. Halle 1780
- Hebräisches Elementarbuch. Proosaischer und poetischer Theil. Halle 1780–1781 2. Bde.
- Muhameds Leben von Turpin. Aus dem Französischen übersetzt. Halle 1781
- Chr. Th. Waltheri, Praeconis olim evangelici in ora Malabarica, Ellipses hebraicae, s. de vocibus, quae in Codice hebraico per ellipsin supprimuntur; post Chr. Schoettgenium denuo edidit et observatioes novas adiecit J. C. F.Schulz Halle 1782 Pars II additamenta, quibus ven. Pratje suam editionem ornavit, cum epicrisi et novis quibusdam observationibus editoris, nec non Glassi corament de ellipsi hebraica et duplicem indicem complectens. Halle 1784
- Scholia in Vetus Testamentum Vol. I Sectio I et II in Pentateuchum. Nürnberg 1783 Vol. II Josuae, Judicum, Ruthae et Samuelis libros continens. Nürnberg 1784; Vol. III Regum, Paralip, Esrae, Nehemiae et Estherae libros complectans. Nürnberg 1785
- A. Gray's Vorlesungen über die Gleichnißreden unseres Heilandes; aus den Englischen übersetzt, nebst einer vorläufigen Abhandlung über Gleichnißreden und allegorische Werke überhaupt. Hannover 1784
- Briefe aus Mainz während der Restaurations-Feierlichkeiten der Universität vom 15ten bis 19ten November. Mit 2. Denkmüntzen. Frankfurt 1784
- Pauli erster Brief an die Corinther; herausgegeben und erklärt. Halle 1784
- Pauli zweiter Brief an die Corinther, erklärt. Halle 1785
- Herbelot's orientalische Bibliothek, oder Universalwörterbuch, welches alles enthält, was die Kenntniß des Orients nothwendig ist; aus dem Französischen, nach der Haager Ausgabe, nebst Zusätzen des Übersetzers. Halle 1785–1790 4. Bde.
- Anmerkungen und Erinnerungen und Zweifel über Michaelis Anmerkungen für Ungelehrte in seiner Übersetzung des Neuen Testaments. Halle 1790–1794 6. Stücke (auch unter dem Titel: J. C. F. Schulz Anmerkungen über die vier Evangelien, vornehmlich in Beziehung auf die Michelischen Anmerkungen zu seiner Übersetzung des Neuen Testaments). Halle 1794
- C. W. F. Walch's Grundsätze der Kirchengeschichte des Neuen Testaments. 1. Teil, welcher die älteren Zeiten von Christo bis auf Gregor den Großen enthält. 3. Ausg. Gießen 1792, 2. Teil 1. Abschnitt, welcher die mittleren Zeiten von Gregor dem Großen bis auf Luther enthält. Gießen 1793, 2. Teil 2. Abschnitt, welcher die neueren Zeiten von Luther bis auf Spener enthält. Gießen 1794
- Reise eines Liefländers von Riga nach Warschau, durch Südpreußen, über Breslau, Dresden, Karlsbad, Bayreuth, Nürnberg, Regensburg, München, Salzburg, Linz, Wien und Klagenfurt, nach Botzen in Tyrol. Wien 1795
- Hebräisch deutsches Wörterbuch über das Alte Testament; ein freier Auszug aus seinem Cocejischen Lexikon und Commentar der hebräischen Sprache, zum vollständigen Gebrauch für Schulen und Studierende. Leipzig 1796